# Adenarake muriculata
Adenarake muriculata är en tvåhjärtbladig växtart som beskrevs av Bassett Maguire och Wurdack. Adenarake muriculata ingår i släktet Adenarake och familjen Ochnaceae. Inga underarter finns listade i Catalogue of Life.